# Thorsten Siefarth
Thorsten Siefarth (* 1966) ist ein deutscher Rechtsanwalt und Autor von Fachpublikationen zum Thema Pflegerecht.

## Tätigkeiten
Thorsten Siefarth wurde 1966 geboren. Er studierte Informatik und Rechtswissenschaft. Siefarth ist als Rechtsanwalt in München tätig. Außerdem ist er Autor von Fachbüchern und Verfasser von Artikeln zum Thema Pflegerecht, die unter anderem in den Fachpublikationen Pflegezeitschrift und Heilberufe erscheinen.

## Veröffentlichungen (Auswahl)
- Zwischen Fürsorge und Selbstbestimmung. Das Betreuungsrecht in der Pflege. Quidditas, Petershausen 2024, ISBN 978-3-944589-02-2.
- Aufbauwissen Pflege Recht. 2. Auflage. Elsevier, München 2023, ISBN 978-3-437-28532-5 (Lehrbuch).
- Rahmenbedingungen. In: Christine Keller (Hrsg.): Fachpflege Außerklinische Intensivpflege. 2. Auflage. Elsevier, München 2021, ISBN 978-3-437-25283-9, S. 1–20.
- Arbeitsrecht in der Pflege. Das Lexikon für die Praxis. Mit einer systematischen Einführung. Quidditas, Petershausen 2020, ISBN 978-3-944589-01-5.
- Rechtliche Grundlagen. In: Gisela Mötzing, Susanna Schwarz (Hrsg.): Leitfaden Altenpflege. 6. Auflage. Elsevier, München 2018, ISBN 978-3-437-28434-2, S. 86–112.
- Handbuch Recht für die Altenpflege. Für Ausbildung und Praxis. Elsevier, München 2015, ISBN 978-3-437-28475-5.
- Arbeits-, Dienst- und Berufsrecht im Pflegeunternehmen. Für Mitarbeiter/-innen und Führungskräfte. Quidditas, Petershausen 2013, ISBN 978-3-944589-00-8 (zwei Bände).